# فالنتين غوميز
فالنتين غوميز هو لاعب كرة قدم أرجنتيني، ولد في 26 يونيو 2003.